# 贾鲁峰
贾鲁峰（1917年—2008年），男，山东莘县人，中华人民共和国政治人物，曾任中华人民共和国农业机械部副部长、党组成员。